# Woolbrook Pippin
Woolbrook Pippin es una  variedad cultivar de manzano (Malus domestica). 
Un híbrido del cruce de Cox's Orange Pippin x Desconocido. Criado en 1903 por Stevens & Son, del vivero "Woolbrook Nursery", Sidmouth, Devon. Recibió el Premio al Mérito de la Royal Horticultural Society (Sociedad Real de Horticultura) en 1929. Las frutas tienen una pulpa firme, crujiente y tierna con un sabor dulce, ligeramente ácido y ligeramente aromático.

## Historia
'Woolbrook Pippin' es una variedad de manzana, híbrido del cruce de Cox's Orange Pippin x Desconocido. Desarrollado y criado a partir de 'Cox's Orange Pippin' mediante una polinización por una variedad desconocida de semillero, por Stevens & Son, del vivero "Woolbrook Nursery", Sidmouth, Devon, Inglaterra, (Reino Unido) a principios del siglo XX en 1929. Recibió el Premio al Mérito de la Royal Horticultural Society (Sociedad Real de Horticultura) en 1929.
'Woolbrook Pippin' se cultiva en la National Fruit Collection con el número de accesión: 1927-026 y Accession name: Woolbrook Pippin.

## Características
'Woolbrook Pippin' árbol de extensión erguida, de vigor moderadamente vigoroso, portador de espuela. Tiene un tiempo de floración que comienza a partir del 4 de mayo con el 10% de floración, para el 10 de mayo tiene una floración completa (80%), y para el 18 de mayo tiene un 90% caída de pétalos.
'Woolbrook Pippin' tiene una talla de fruto medio; forma amplia cónica globosa, con una altura de 55.50mm, y con una anchura de 67.50mm; con nervaduras medianas; epidermis con color de fondo verde amarillo, con un sobre color rojo y naranja, importancia del sobre color alto, y patrón del sobre color rayas, la cara expuesta al sol está lavada de un rojo brillante y marcada con un patrón de finas rayas rojas, "russeting" (pardeamiento áspero superficial que presentan algunas variedades) bajo; la piel tiende a ser lisa a pesar de las numerosas lenticelas pequeñas de color rojizo y se vuelve grasienta en la madurez; ojo de tamaño mediano y cerrado, colocado en una cuenca ancha de profundidad media; pedúnculo largo y delgado, colocado en una cavidad profunda y estrecha; carne es de color blanco, firme, crujiente y tierna. Jugoso, dulce, algo ácido y aromático.
Su tiempo de recogida de cosecha se inicia a mediados de septiembre. Tolera bien los climas húmedos.

## Usos
Una buena manzana de uso de postre fresca en mesa.

## Ploidismo
Diploide, auto estéril. Grupo de polinización: C, Día 10.